# 笠利湾
座標: 北緯28度28分11秒 東経129度38分18秒 / 北緯28.46972度 東経129.63833度

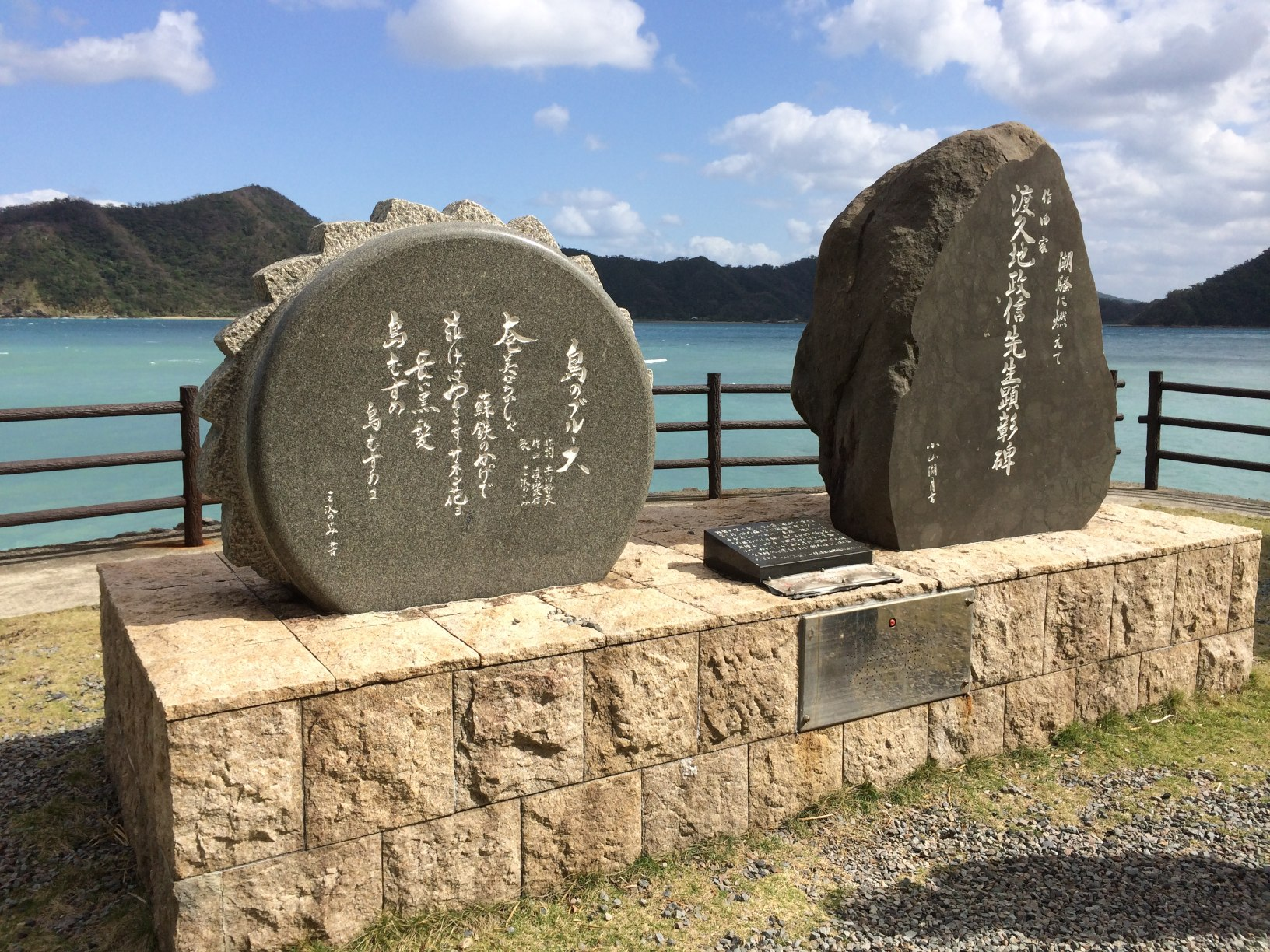
龍郷湾

笠利湾（かさりわん）は鹿児島県・奄美大島北東部にある湾。北側の東シナ海側に向けて開かれており、湾口の幅は約3.3km、奥行きは約7km。沿岸は奄美市および大島郡龍郷町となっている。
湾はリアス式海岸となっており、奥で大きく3つに分かれている。最も西側の湾は龍郷湾と呼ばれ、沿岸には龍郷町の中心地が位置している。湾内に流入する大きな河川は無いが、複数の小河川の流入が見られ、湾内には赤木名港や芦徳港、龍郷港などの小規模な港が設置されている。このほか、湾内にはサンゴの生育が見られ、ほとんどのエリアが奄美群島国立公園にも指定されている。日本の重要湿地500にも選定されている。